# Frederick Carl Frieseke

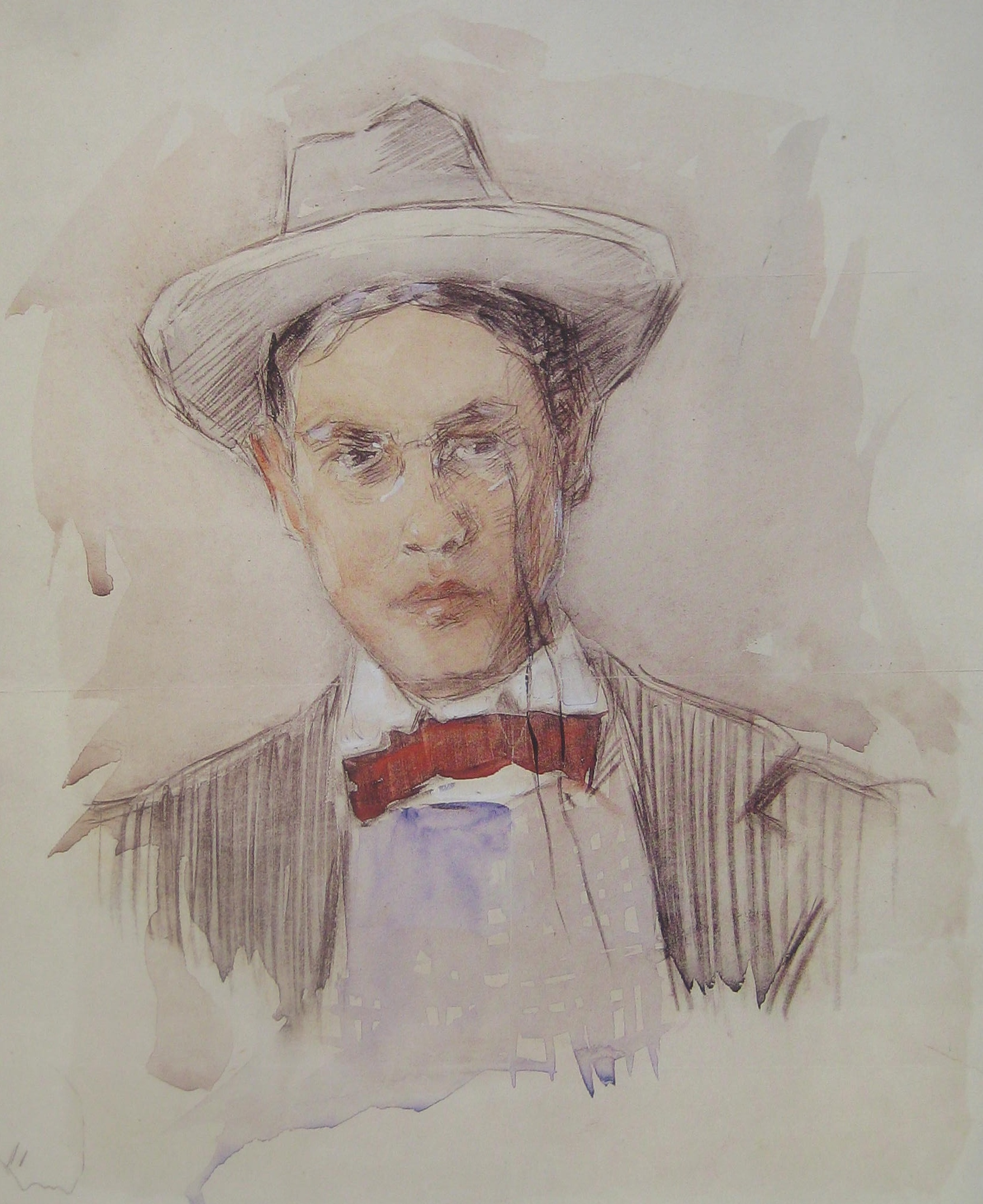
Autorretrato, 1901

Frederick Carl Frieseke (7 de abril de 1874 - 24 de agosto de 1939) fue un pintor impresionista estadounidense que pasó la mayor parte de su vida en Francia. Fue un miembro influyente de la colonia de arte de Giverny, sus pinturas a menudo se concentraron en varios efectos de la luz solar. Es especialmente conocido por pintar temas femeninos, tanto en interiores como en exteriores, en un estilo que pronto fue definido como impresionismo decorativo.

## Orígenes e infancia
En 1858, los abuelos de Frederick Carl Frieseke, Frederick Frieseke y su esposa, emigraron desde Pritzerbe (Brandeburgo, Alemania) con sus hijos, incluido Herman Carl, padre del pintor. Se establecieron en la pequeña ciudad de Owosso, en el centro de Michigan. Herman sirvió en el Ejército de la Unión y luego regresó a Owosso, donde estableció una empresa de fabricación de ladrillos. Se casó con Eva Graham y en 1871 nació su hija Edith. Su hijo, Frederick Carl, nació en Owosso en 1874. Eva murió en 1880 cuando Frederick tenía seis años y alrededor de 1881 la familia se trasladó a Florida. Herman inició otra fábrica de ladrillos en Jacksonville. Los cuatro años en Florida dejaron una impresión duradera en el joven Frederick y años más tarde, cuando contempló regresar a Estados Unidos desde Europa, se concentró en Florida.
La tía de Frederick contó que, a diferencia de la mayoría de los niños, él estaba más interesado en las artes que en los deportes. Su abuela, Valetta Gould Graham, disfrutaba pintando y animó a Frederick en sus actividades artísticas. Una visita de 1893 a la Exposición Universal de Chicago también estimuló su deseo de convertirse en artista.

## Formación

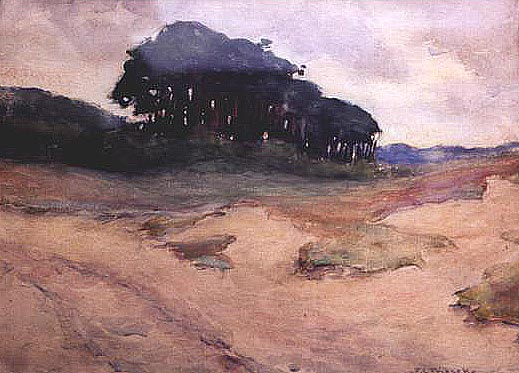
Holanda 1898

En 1893, Frieseke se graduó en la Owosso High School y, a continuación comenzó su formación artística en el Instituto de Arte de Chicago,  estudiando con Frederick Warren Freer y John Vanderpoel. Después de trasladarse a Nueva York en 1895, reanudó su educación artística en la Art Students League en 1897.  Trabajó como ilustrador, vendiendo caricaturas que había dibujado al The New York Times, Puck y Truth. Afirmó que quizá podría haber reducido su educación artística si hubiera tenido más éxito en esa faceta.
En 1894 se trasladó a Francia, donde permanecería, excepto por breves visitas a los Estados Unidos y otros lugares el resto de su vida. Continuó su formación, inscribiéndose en la consabida Académie Julian en París, estudiando con Jean-Joseph Benjamin-Constant y Jean-Paul Laurens,  y recibiendo críticas de Auguste Joseph Delécluse. Sus estudios también incluyeron algún tiempo en la Académie Carmen con James Abbott McNeill Whistler. Frieseke también visitó Holanda, incluidas las colonias de artistas de Katwijk y Laren, en el verano de 1898. Durante esta época, dibujó y pintó acuarelas, e inicialmente planeó hacer de eso su especialidad, pero el instructor de la Académie Carmen, Frederick William MacMonnies, lo animó a trabajar en óleos.
Pero Frieseke despreció su educación artística formal y se refirió a sí mismo como autodidacta; sintió que había aprendido más de su estudio independiente de las obras de los artistas que en sus estudios académicos.

## Trayectoria y obra

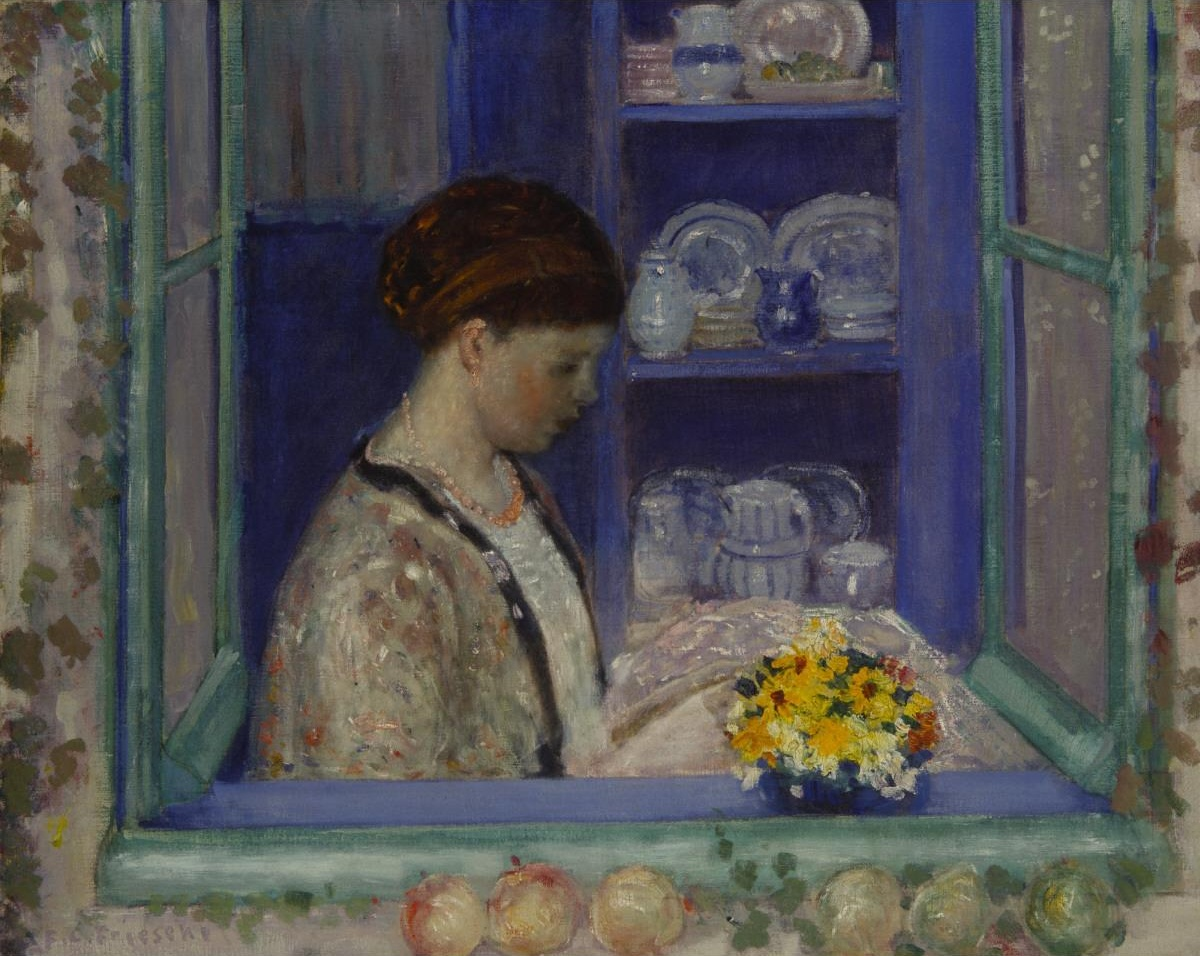
La señora Frieseke en la ventana de la cocina, 1912

A partir de 1899 Frieseke expuso en el Salón de la Société Nationale des Beaux-Arts.
La influencia de Whistler es evidente en las primeras pinturas maduras de Frieseke, con el uso de tonalidades cercanas. En su obra posterior a 1900 se aprecia que su paleta había evolucionado hacia la de los impresionistas, volviéndose ligera y colorida; sin embargo, aún conservaba las fuertes costumbres lineales del arte de los Estados Unidos.
En el verano de 1905, pasó al menos un mes en la colonia de arte de Giverny.  En octubre de ese año se casó con Sarah Anne O'Bryan  (conocida como Sadie), a quien había conocido siete años antes. Frieseke y su esposa (y luego su hija) pasaron todos los veranos desde 1906 hasta 1919 en Giverny.  Mantuvo un apartamento y un estudio en París durante toda su vida, y los Frieseke pasaban los inviernos en París. Su casa en Giverny, anteriormente la residencia de Theodore Robinson, estaba al lado de la mansión de Claude Monet. A pesar de la proximidad, Frieseke no se hizo amigo cercano de Monet, ni Monet fue una influencia artística para él. Dijo en una entrevista: "Ningún artista de la escuela impresionista me ha influido, excepto, quizás, Renoir". De hecho, las pinturas de Frieseke de figuras sensualmente redondeadas a menudo se parecen a las de Pierre-Auguste Renoir.

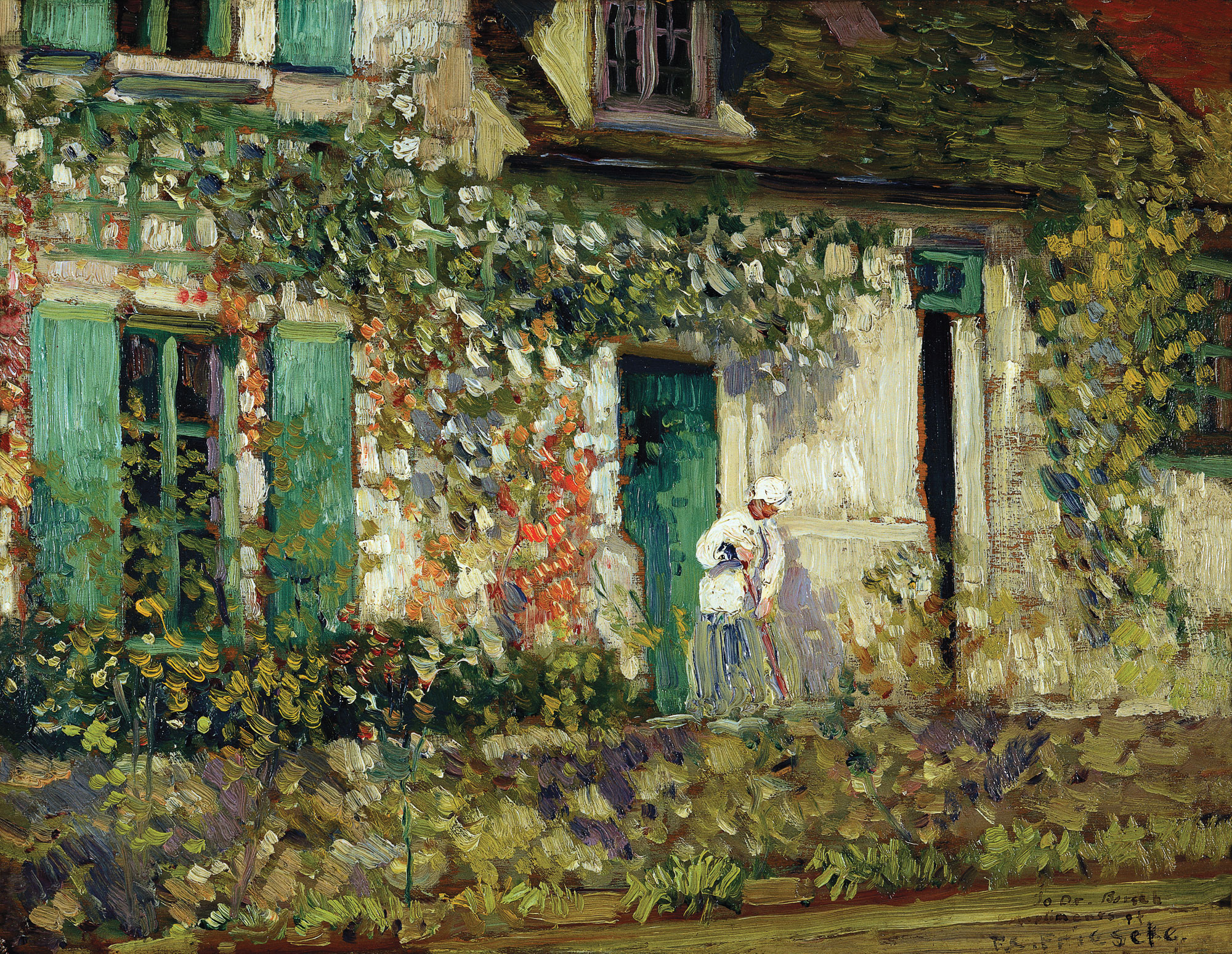
La casa en Giverny, ca. 1912

La casa de Giverny de Friesekes y el jardín que crearon allí a menudo aparecían en sus pinturas y su esposa posaba con frecuencia para él. También mantuvo otro estudio cerca del río Epte y muchos de sus desnudos al aire libre fueron pintados allí.
Después de pasar algún tiempo en Giverny, su estilo propio emergió rápidamente y sería bastante influyente con la mayoría de los otros miembros de la colonia. Aunque bien conocido como impresionista, parte de su obra, con sus "colores intensos, casi arbitrarios", demuestra la influencia posimpresionista de artistas como Paul Gauguin y Pierre Bonnard. El término "impresionismo decorativo" fue acuñado por un crítico de arte para referirse al estilo de Frieseke. Combinó el estilo decorativo de Les Nabis, utilizando expresivamente el color y la pincelada, con los clásicos intereses impresionistas en la atmósfera y la luz del sol. 
Estaba muy interesado en plasmar sus diversos temas iluminados por el sol sobre lienzo, diciendo: "Es el sol, las flores bajo el sol, las chicas bajo el sol, el desnudo bajo el sol, lo que me ha interesado principalmente. Si tan solo pudiera reproducirlo exactamente como lo veo, estaría satisfecho".  Sin embargo, su interpretación de la luz del sol a menudo no parecía natural. Según un crítico reciente, "su luz apenas parece ser luz al aire libre. De hecho, parece completamente artificial... una impresionante mezcla de azules y magentas escarchados con verde claro y motas de blanco".
La prestigiosa Bienal de Venecia presentó diecisiete pinturas de Frieseke en 1909.
La influencia artística de Frieseke se sintió mucho entre los estadounidenses de Giverny, muchos de los cuales compartían su origen en el Medio Oeste y también habían comenzado sus estudios de arte en Chicago. Entre esos pintores estaban Louis Ritman, Karl Anderson, Lawton Parker y Karl Buehr.

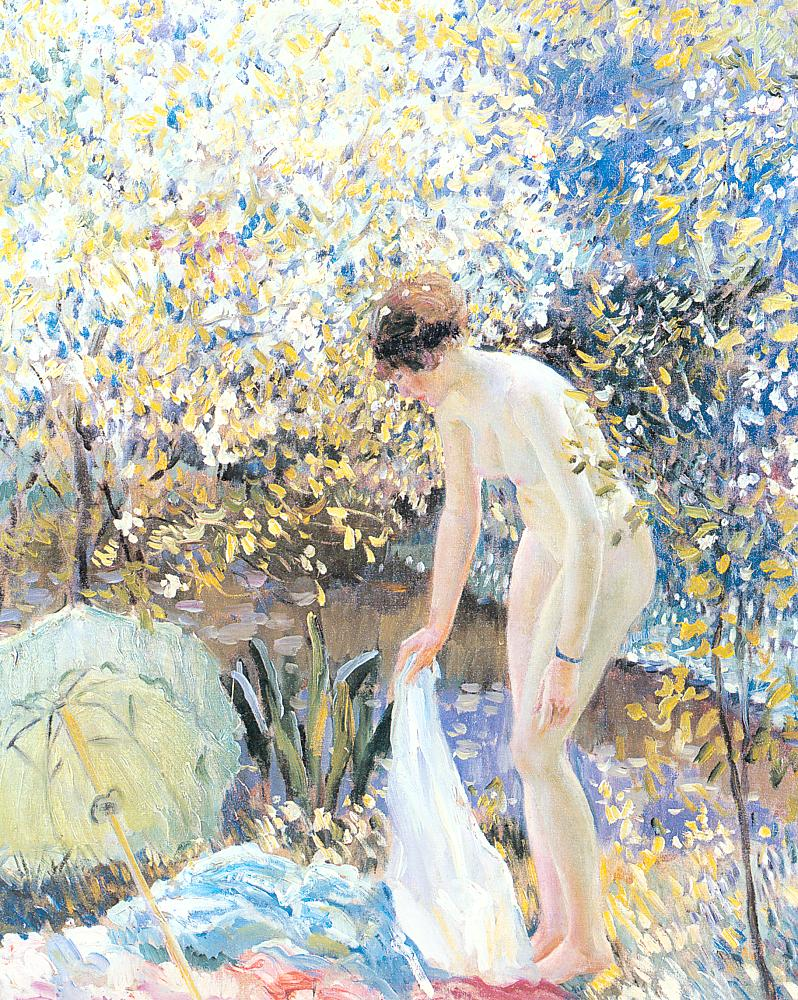
Flores de cerezo, ca. 1913

Frieseke prefirió las actitudes de Francia a las que había encontrado en Estados Unidos: "Soy más libre y no existen las restricciones puritanas que prevalecen en Estados Unidos; aquí puedo pintar desnudos al aire libre". Encontró que las actitudes estadounidenses eran frustrantes, pero ocasionalmente suponían una fuente de diversión. Durante su primera visita a su antiguo hogar en Owosso en 1902, Frieseke escribió: "Me complace mucho sorprender a la buena gente de la Iglesia con los desnudos".
La única hija de los Frieseke, Frances, nació en 1914. En 1920, Frieseke y su familia se trasladaron a una granja en Le Mesnil-sur-Blangy, Normandía. Su arte de este período se concentró en las figuras femeninas, particularmente en los desnudos. Mientras desarrollaba un estilo más moderno, incluyó referencias históricas y contemporáneas y usó una paleta de colores más oscuros.  En estas obras se advierte su interés por el claroscuro.
En 1923 abandonó el Salón de la Société Nationale des Beaux-Arts y cofundó, con otros artistas, el Salon des Tuileries. Reanudó la pintura a la acuarela, especialmente durante los viajes a Niza en el invierno y durante una visita a Suiza de 1930 a 1932.
Frieseke había logrado una excelente reputación durante su carrera. Un libro de 1931 se refiere a Frieseke como "uno de los miembros más destacados de nuestros estadounidenses autoexiliados".  Murió en su casa de Normandía el 24 de agosto de 1939, de un aneurisma.

## Premios

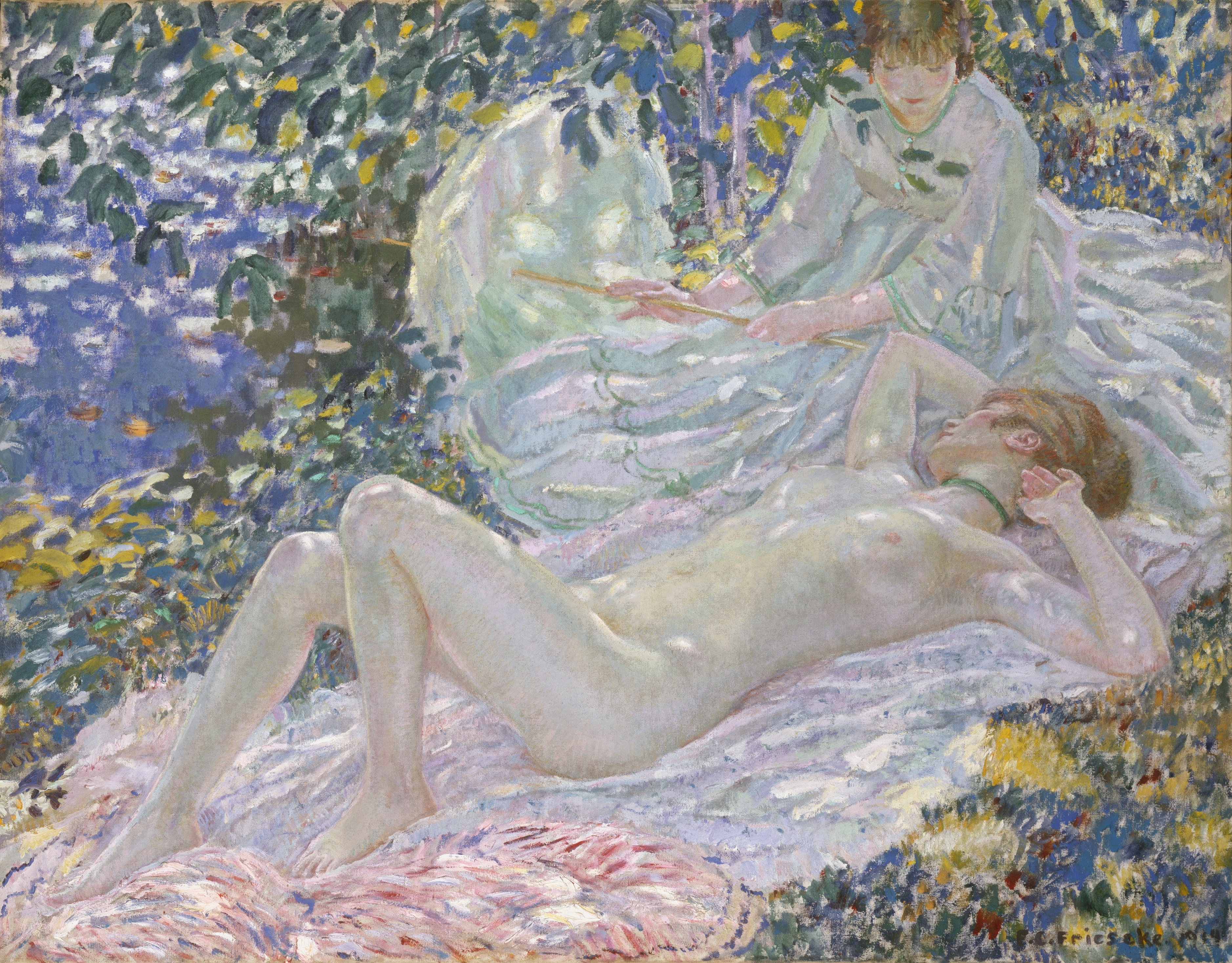
Verano, 1914

Ganó muchos premios durante su carrera. En 1904 recibió una medalla de plata en St. Louis en la Exposición Conmemorativa de la Compra de Luisiana y una medalla de oro en la Exposición Internacional de Arte de Munich. Fue honrado con el Premio William A. Clark en la bienal de 1908 de la Corcoran Gallery of Art y con la Medalla de oro Temple en la exposición anual de 1913 de la Academia de Bellas Artes de Pensilvania. Uno de sus mayores honores fue ganar el Gran Premio en la Exposición Internacional Panamá-Pacífico, organizada en San Francisco en 1915.  Entre sus cuadros estaba Summer, ahora en el Museo Metropolitano de Arte. The New York Times proclamó en junio de 1915: "El Sr. Frieseke, cuyo trabajo consumado es bien conocido por los neoyorquinos, dice la última palabra en el estilo que era moderno antes de que aparecieran los modernos. Todo lo que hace tiene un gran sentido del diseño, color y estilo. Una sensación de alegría, un patrón entretenido y bien considerado, y un conocimiento notable del efecto de la luz exterior sobre el color se encuentran en casi todas sus pinturas más recientes".
Recibió dos medallas de oro del Instituto de Arte de Chicago en 1920 y, asimismo, ganó el premio popular, decidido tanto por los artistas como por el público espectador.
Frieseke fue elegido Asociado de la Academia Nacional de Diseño (ANA) en 1912 y Académico (NA) en 1914. Fue condecorado como Caballero de la Legión de Honor francesa en 1920,  un raro reconocimiento para un pintor estadounidense.

## Colecciones

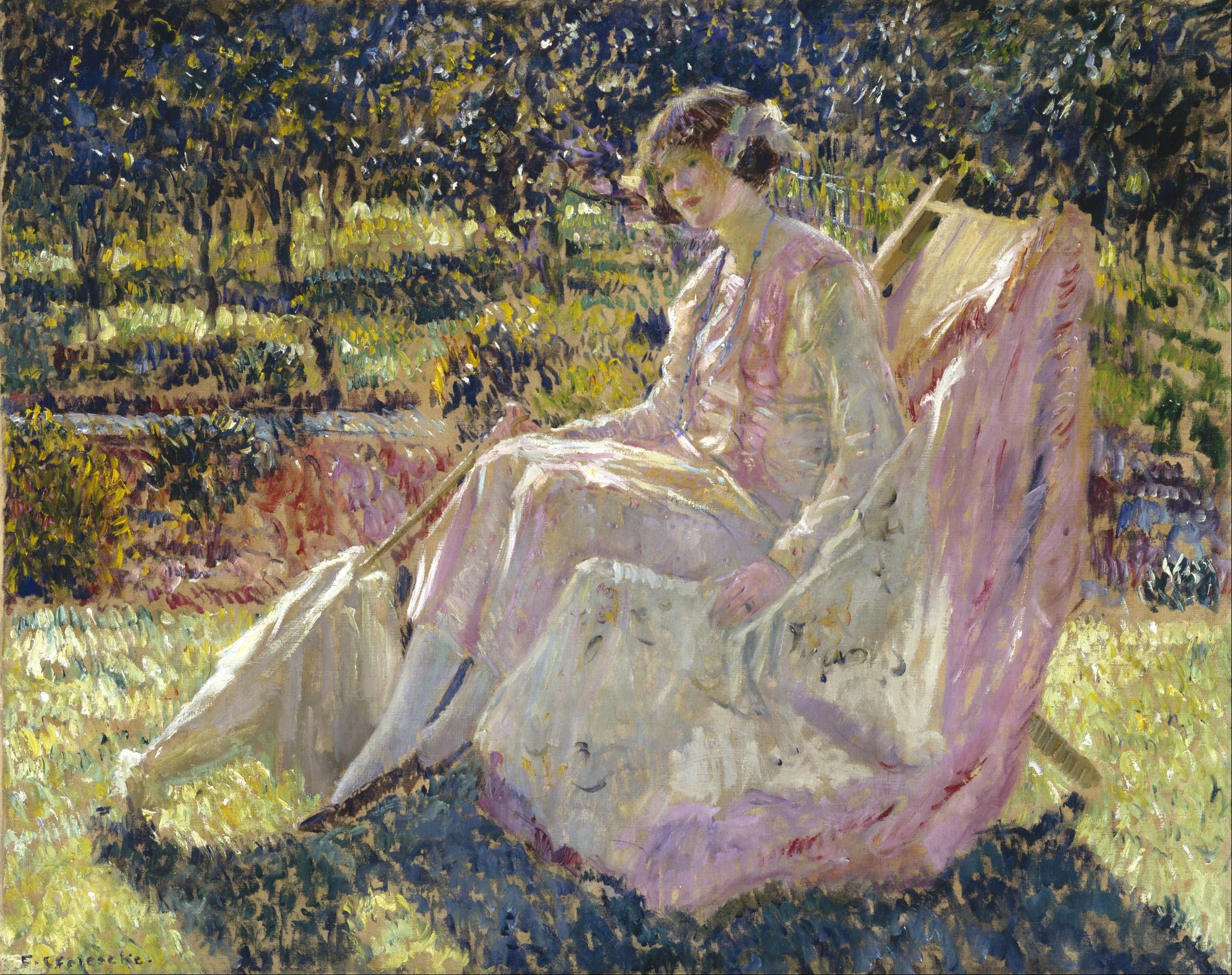
Baño de sol 1908/1918

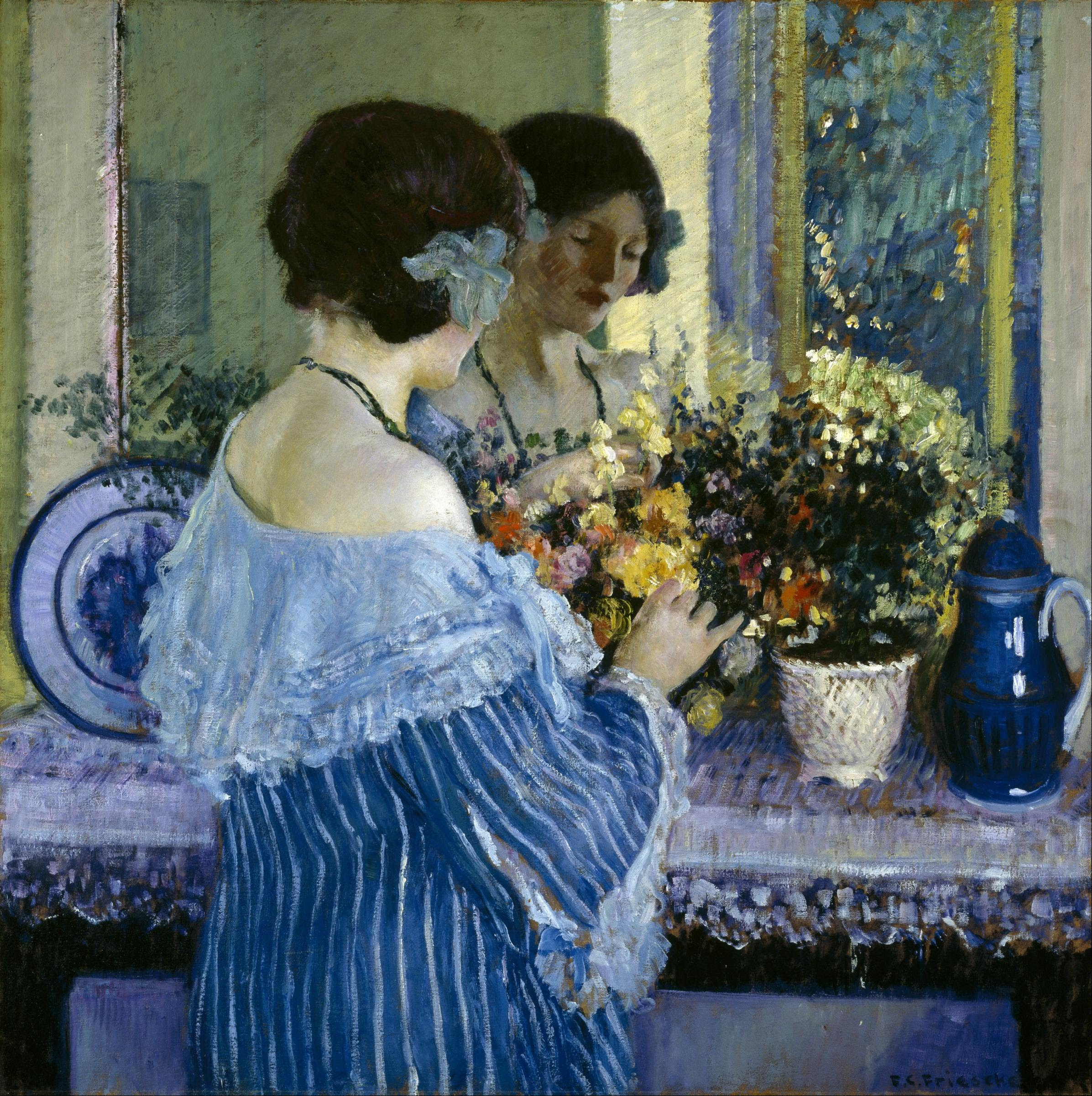
Chica de azul arreglando flores

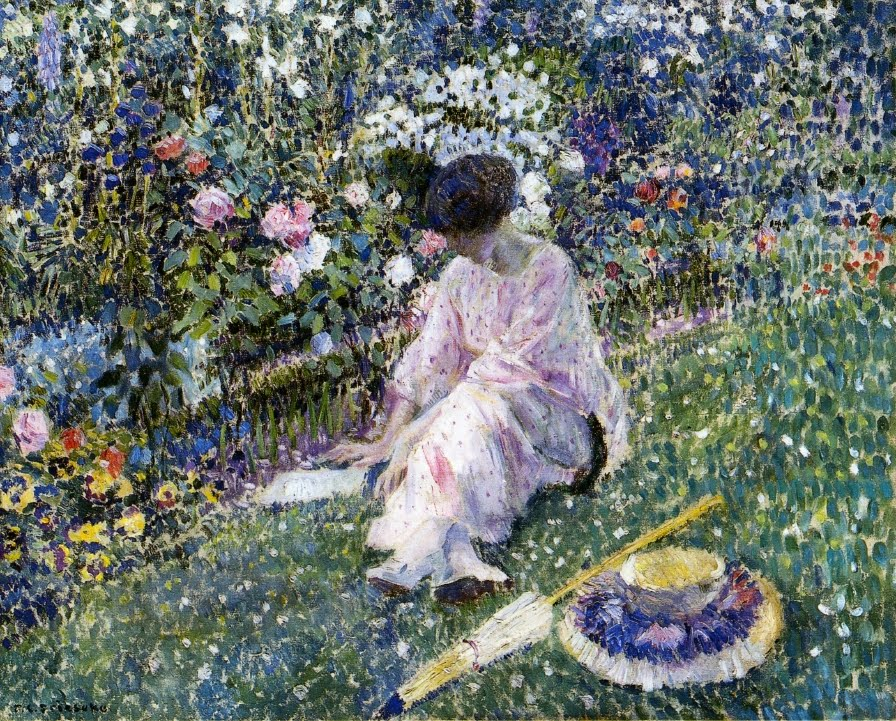
1911 jardín en junio

Las obras de Frieseke se encuentran en muchas colecciones importantes, que incluyen:
- Addison Gallery of American Art, Andover, Massachusetts
- Akron Art Museum, Akron, Ohio
- Art Institute of Chicago
- Brigham Young University Museum of Art, Provo, Utah
- Brooklyn Museum, New York City
- Butler Institute of American Art, Ohio
- Chrysler Museum of Art, Norfolk, Virginia
- Corcoran Gallery of Art, Washington D. C.
- Crocker Art Museum, Sacramento, California
- Cummer Museum of Art and Gardens, Jacksonville, Florida
- Detroit Institute of Arts
- Georgia Museum of Art, Athens, Georgia
- Grand Rapids Art Museum
- Hirshhorn Museum and Sculpture Garden, Washington D. C.
- Huntington Library, San Marino, California[11]
- Indianapolis Museum of Art
- Los Angeles County Museum of Art
- Maier Museum of Art at Randolph College, Lynchburg, Virginia
- Metropolitan Museum of Art, New York City
- Minneapolis Institute of Arts
- Musée franco-américain du château de Blérancourt
- Musée Léon Dierx, Saint-Denis, Réunion
- Museo d'Art Moderna de Ca' Pesaro, Venice
- Museum of Fine Arts, Boston
- Museum of Fine Arts, Houston
- Museum of the National Academy of Design, New York City
- Musée des Impressionnismes (formerly the Musée d'Art Américain), Giverny
- National Gallery of Art, Washington D. C.
- National Museums Liverpool
- New Britain Museum of American Art, Connecticut
- North Carolina Museum of Art, Raleigh
- Pennsylvania Academy of the Fine Arts, Philadelphia
- Philadelphia Museum of Art
- Saint Louis Art Museum, Saint Louis, Missouri
- Shiawassee Arts Center, Owosso, Michigan
- Smithsonian American Art Museum, Washington D. C.
- Telfair Museum of Art, Savannah, Georgia
- Terra Foundation for American Art, Chicago
- Thyssen-Bornemisza Museum, Madrid[10]
- Virginia Museum of Fine Arts, Richmond
- University of Michigan Museum of Art, Ann Arbor, Michigan
- Wichita Art Museum

## Galería

Paintings by Frederick Carl Frieseke
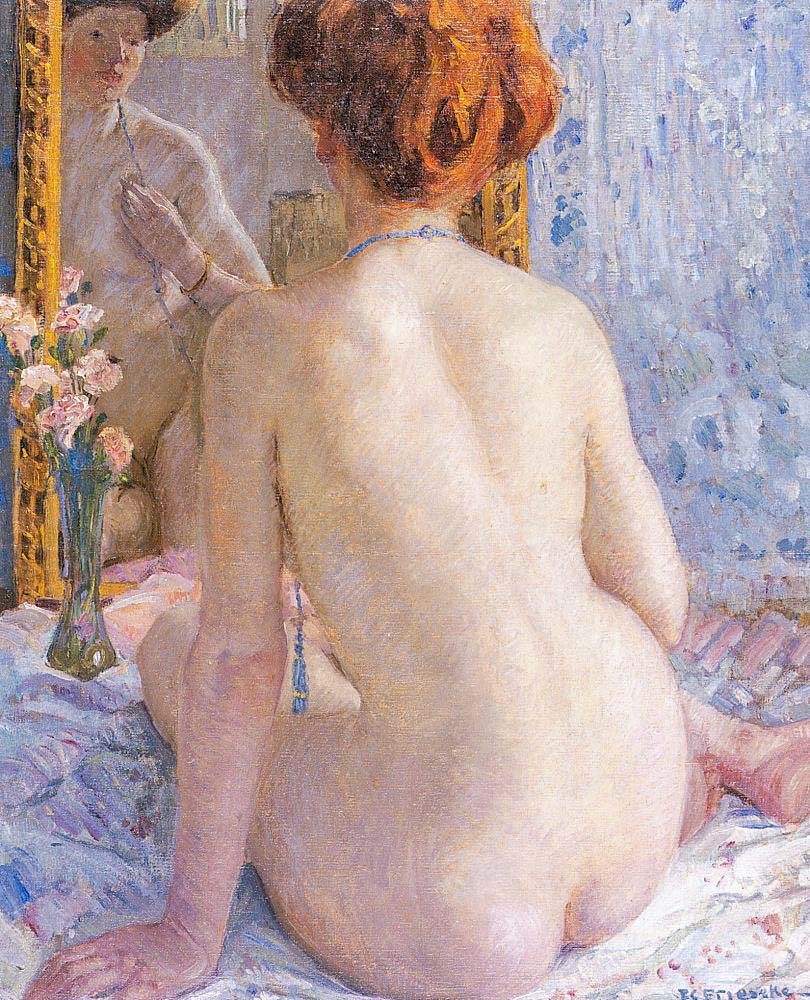
Reflexiones (Marcelle), hacia 1909
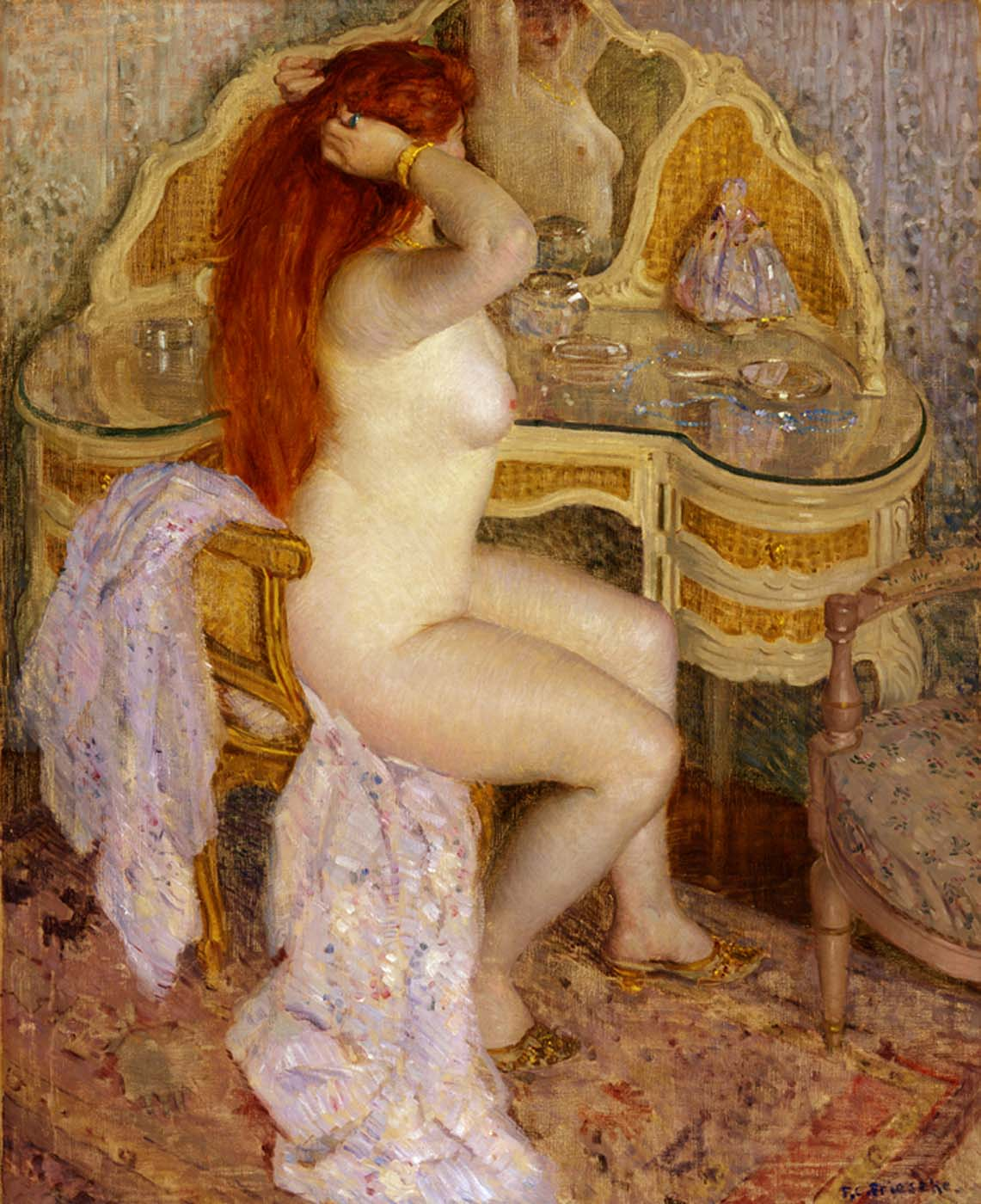
Desnuda sentada en su tocador, 1909
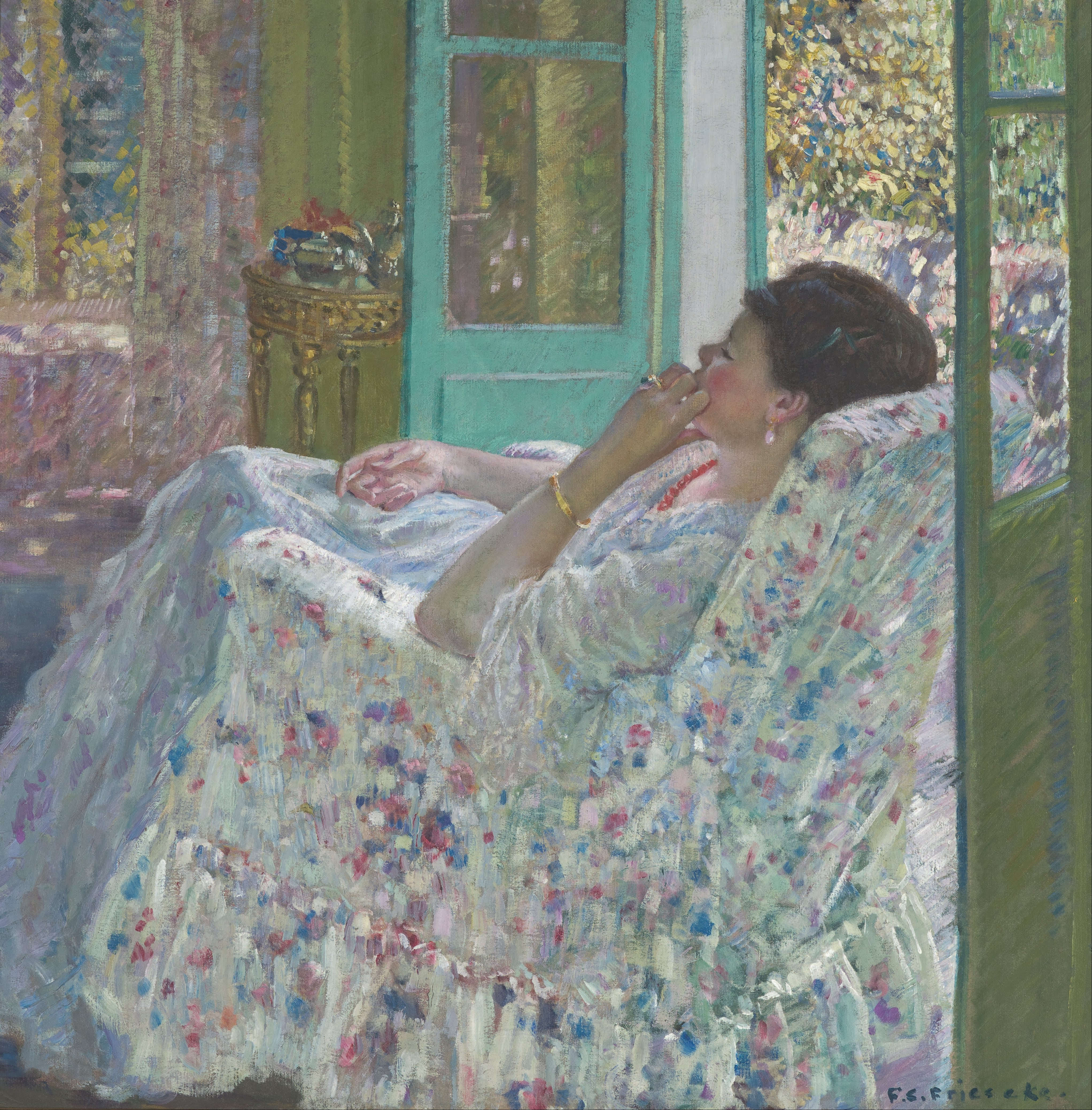
Tarde – Habitación amarilla, 1910
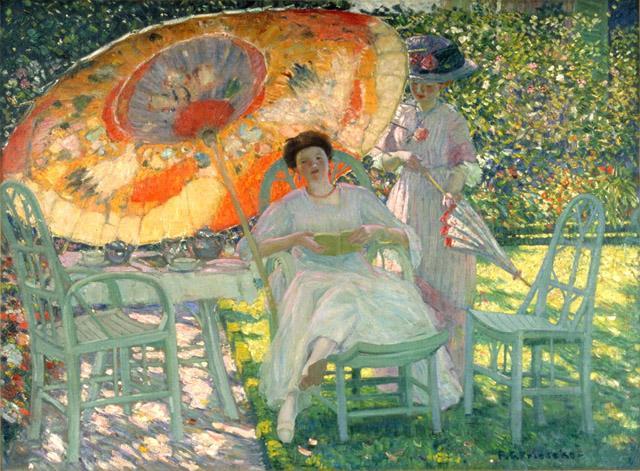
La sombrilla del jardín, ca. 1910
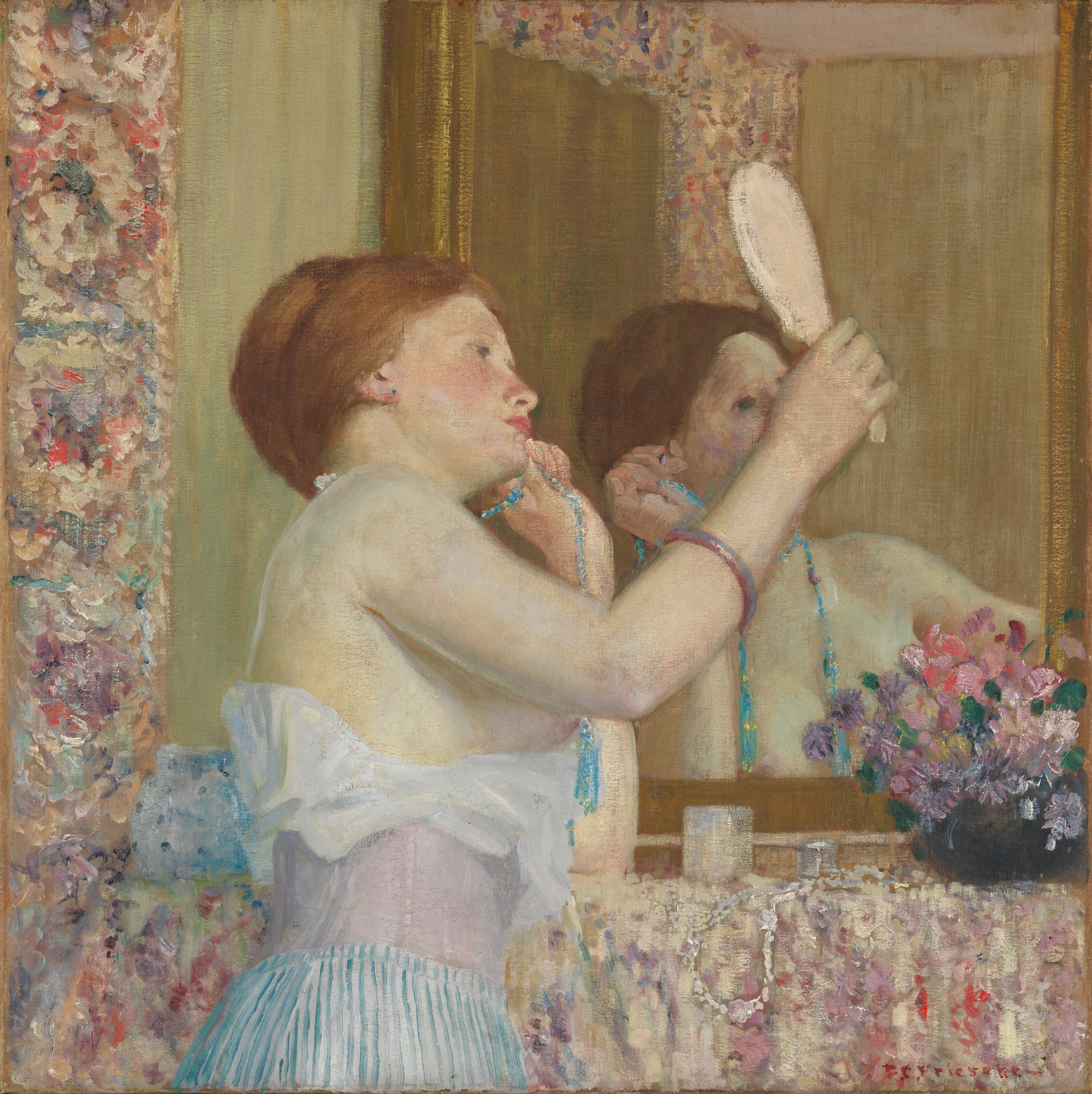
Mujer con espejo, 1911
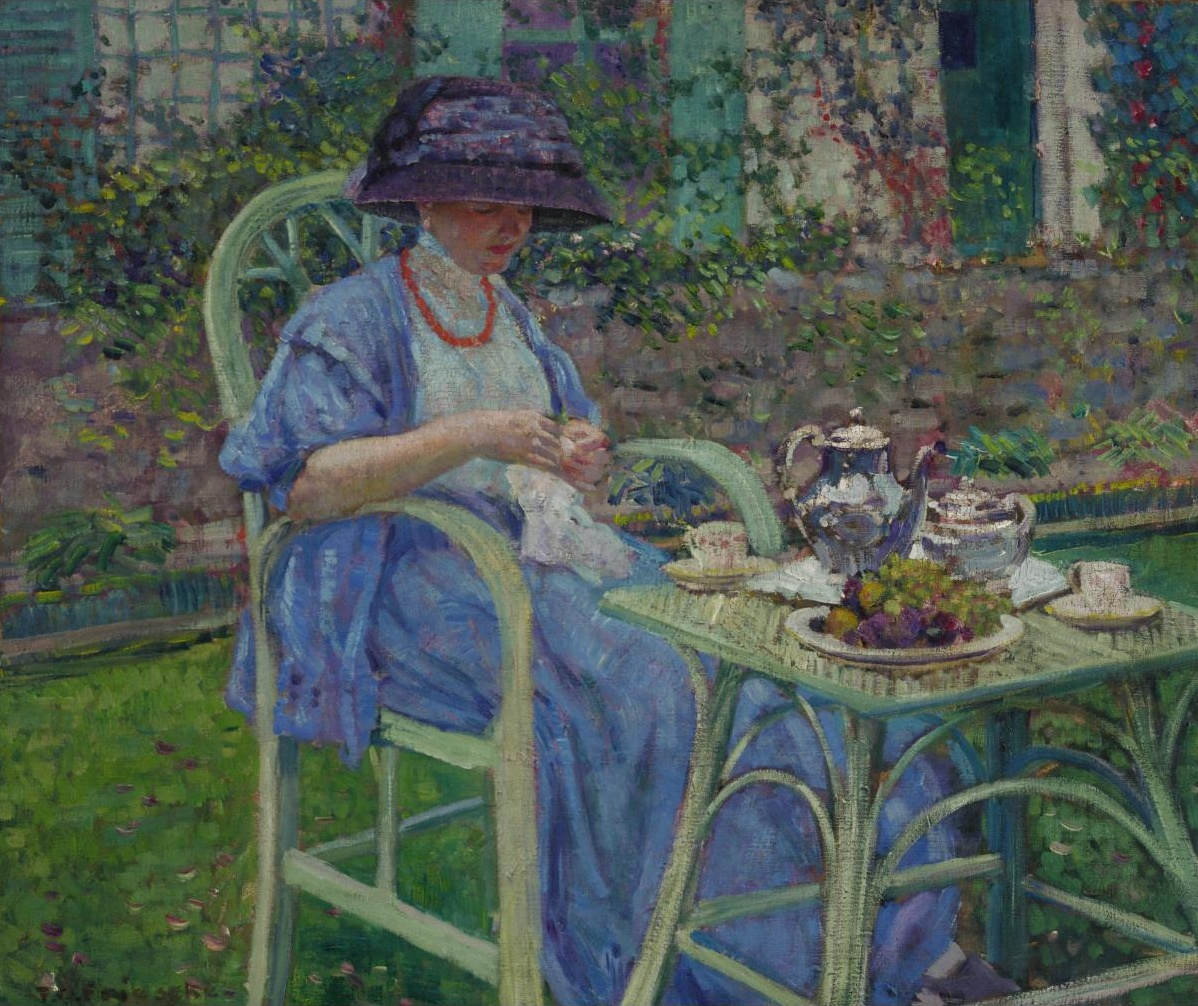
Desayuno en el jardín, ca. 1911
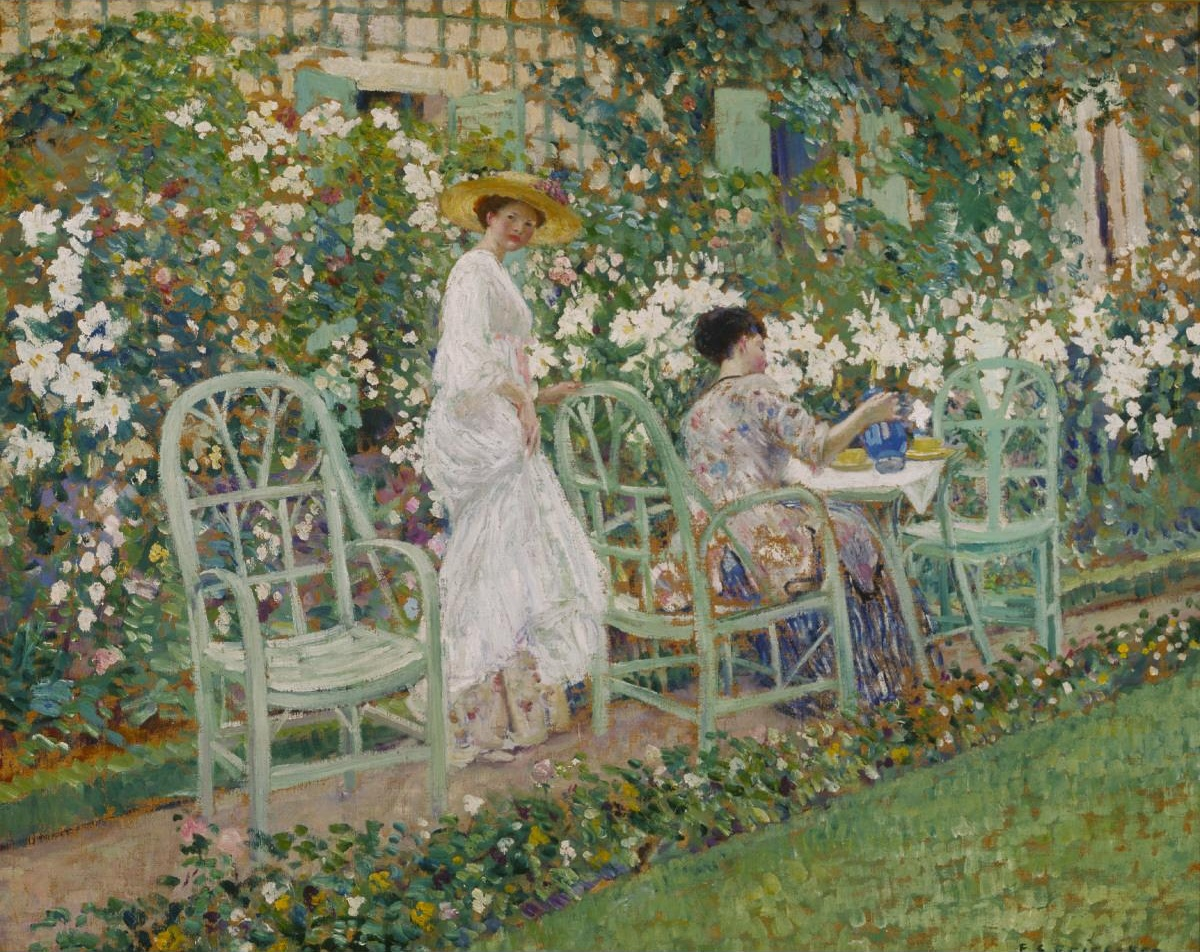
Lirios, por 1911
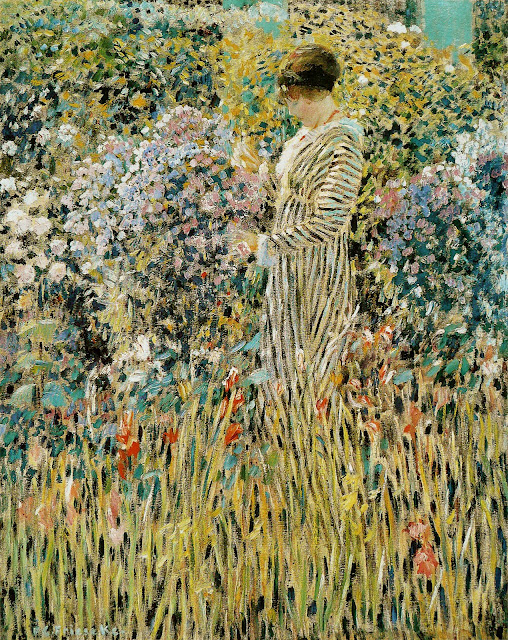
Dama en un jardín, por 1912
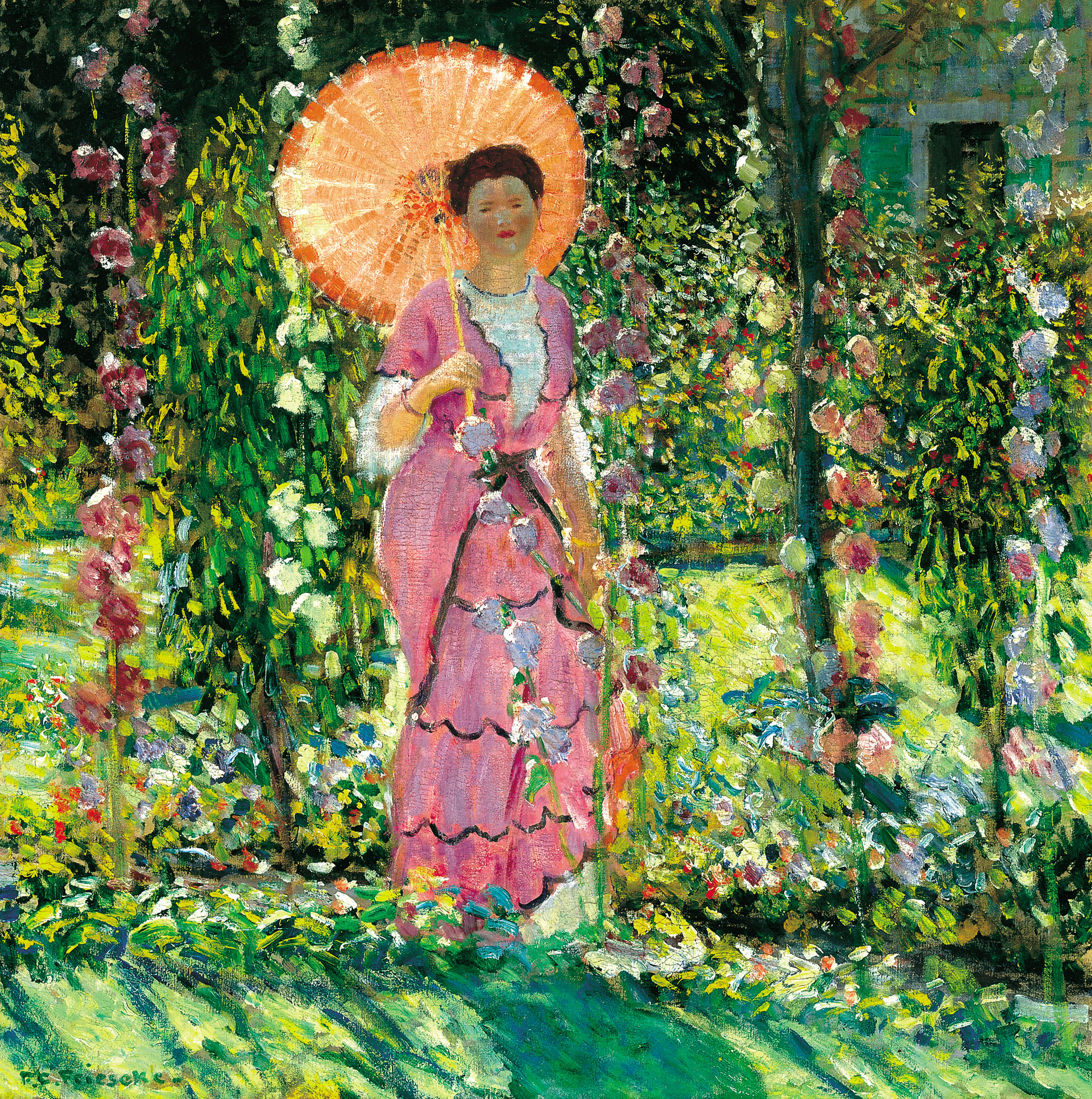
Malvarrosas, ca. 1912-1913
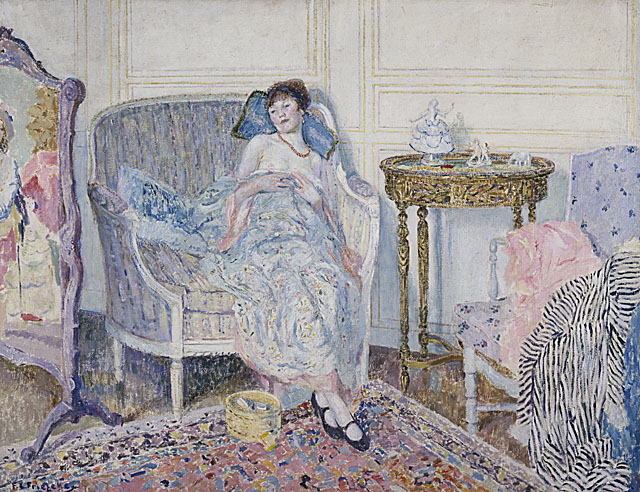
En el tocador, 1914
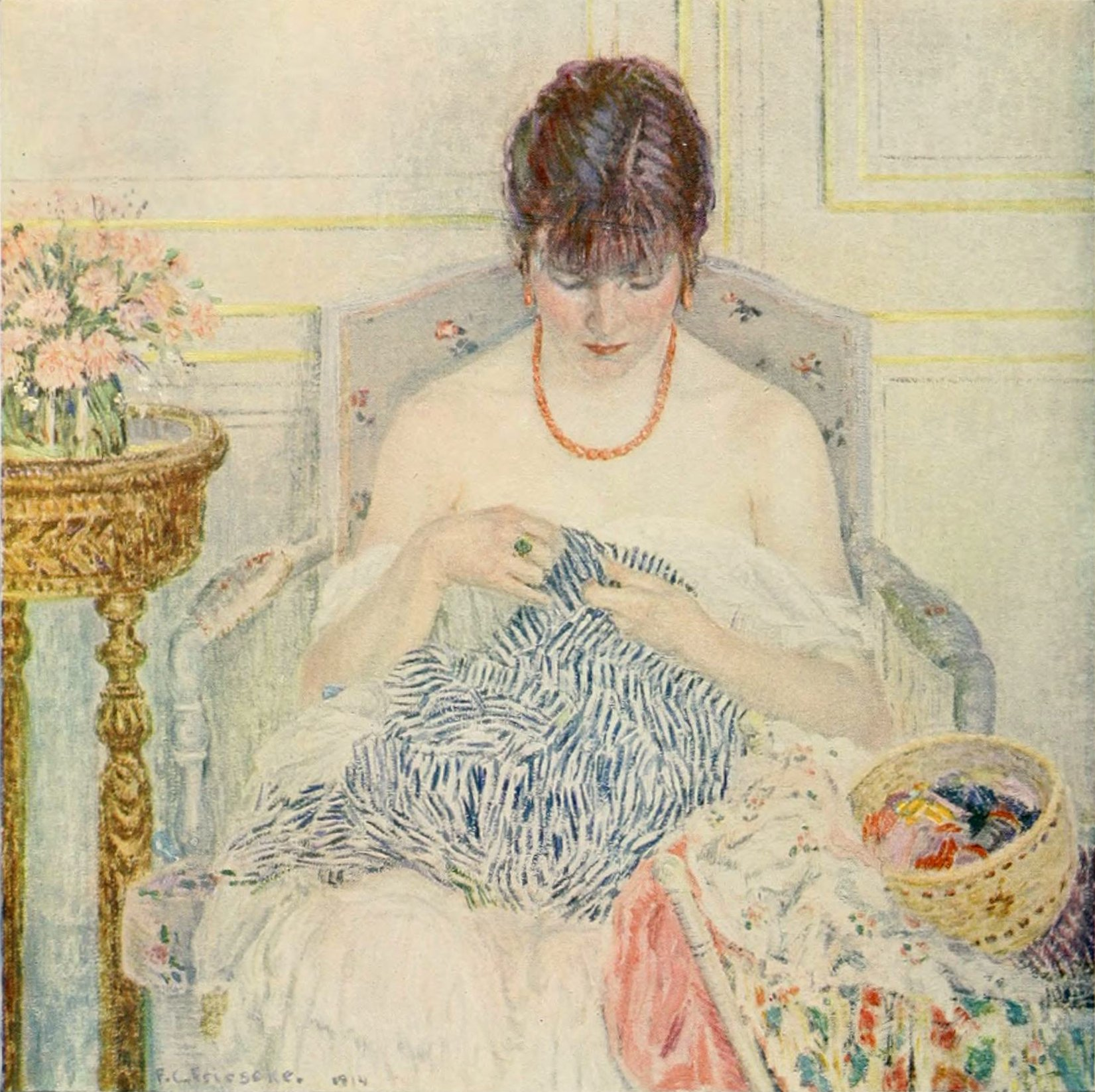
Una niña cosiendo, 1914 -->
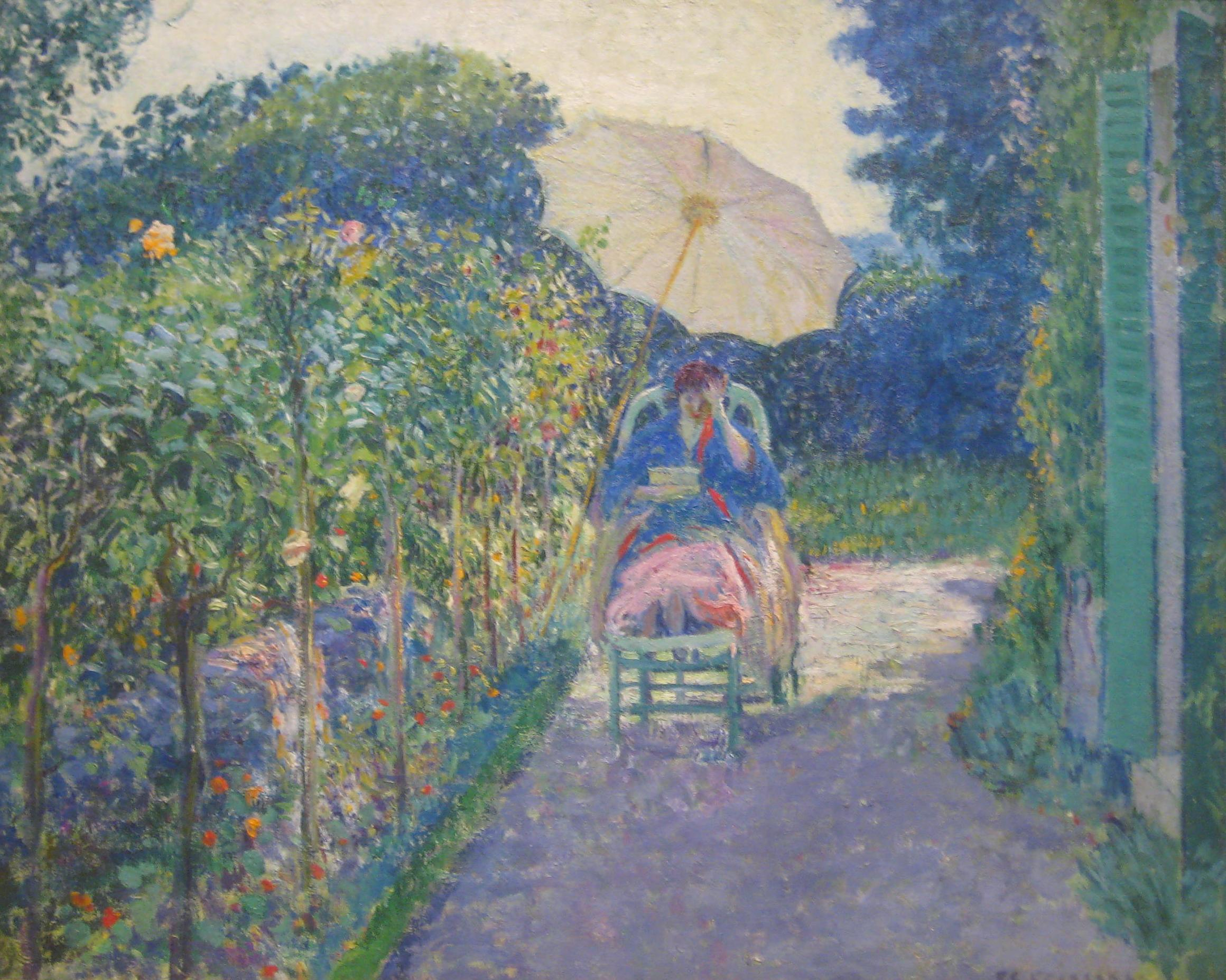
Mujer sentada en un jardín, 1914
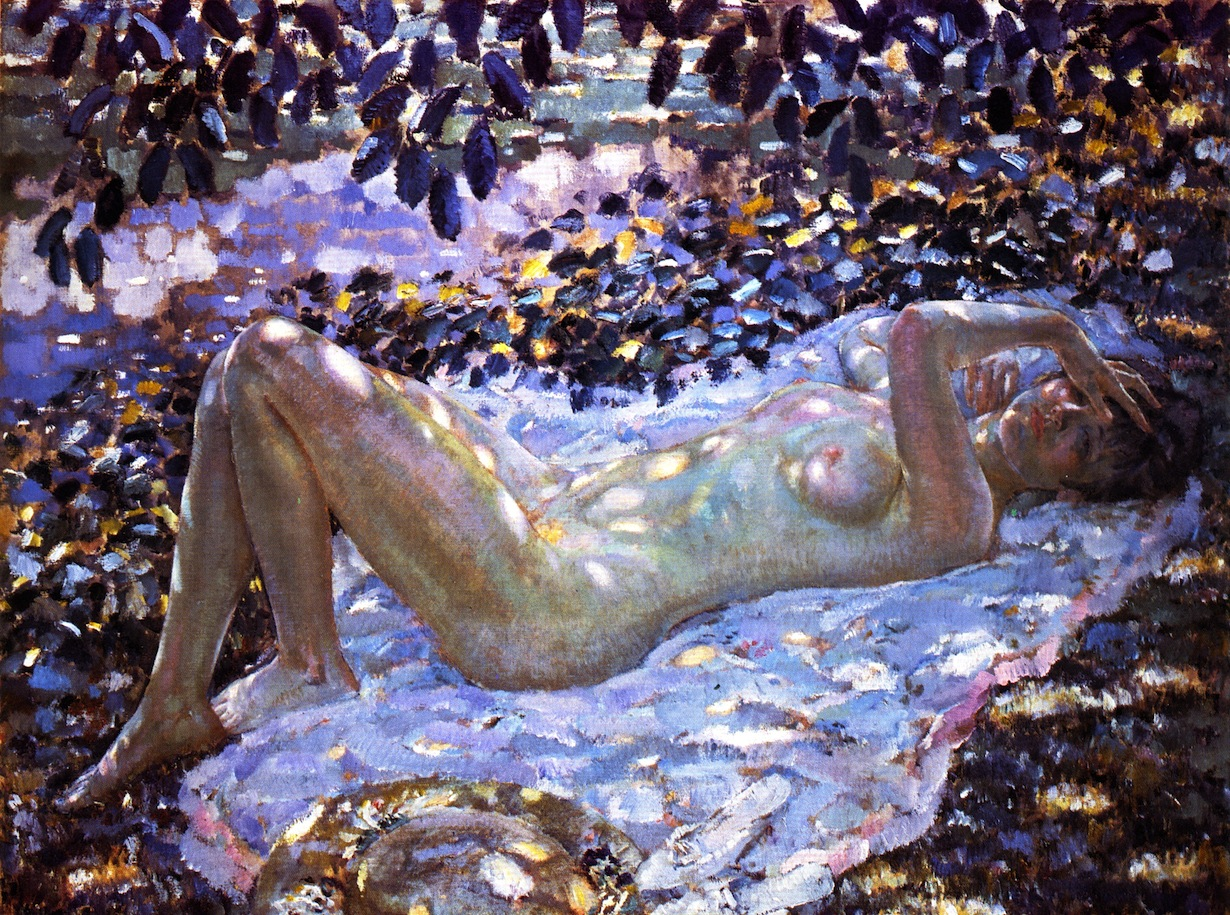
Desnudo a la luz del sol moteado, 1915
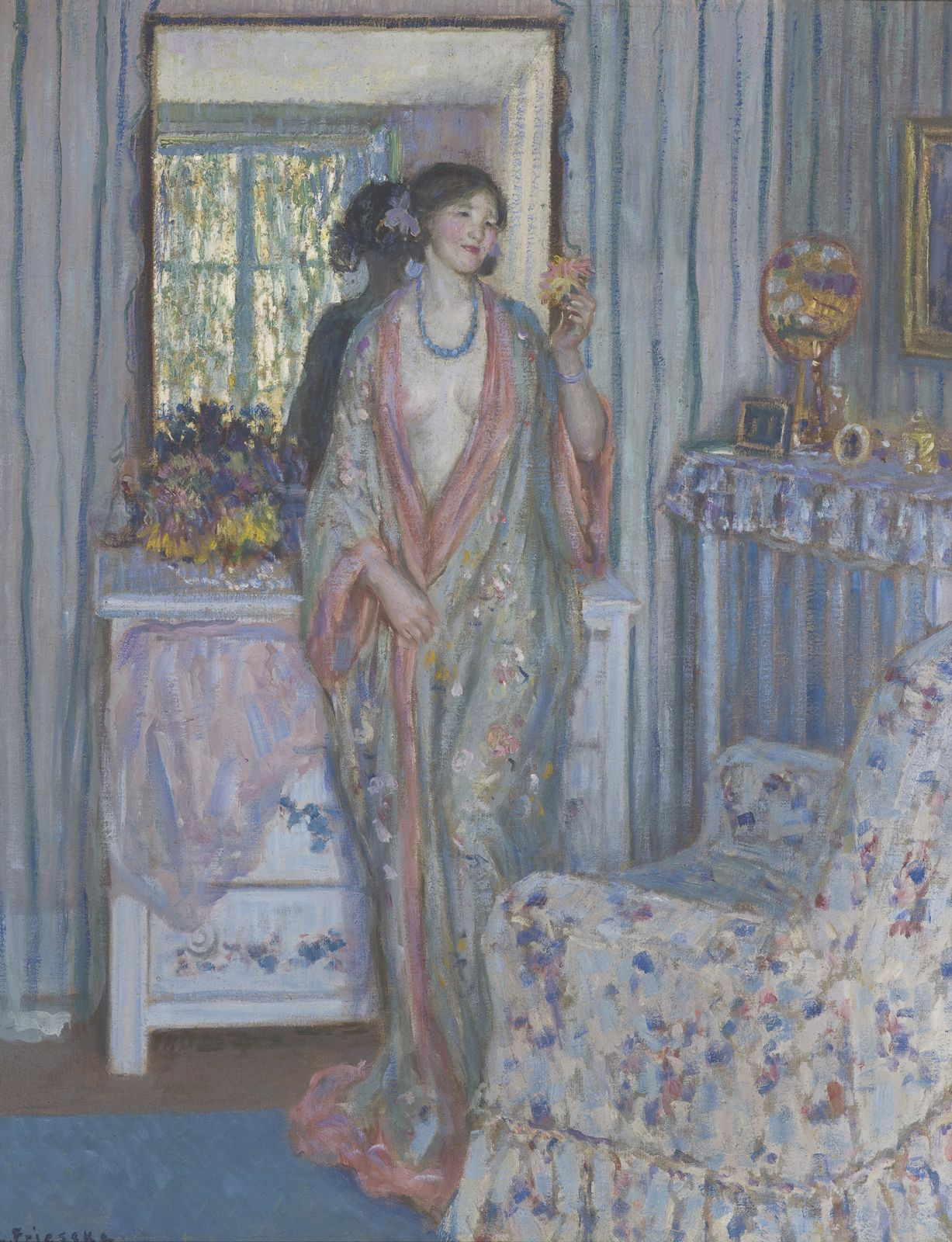
La túnica, 1915
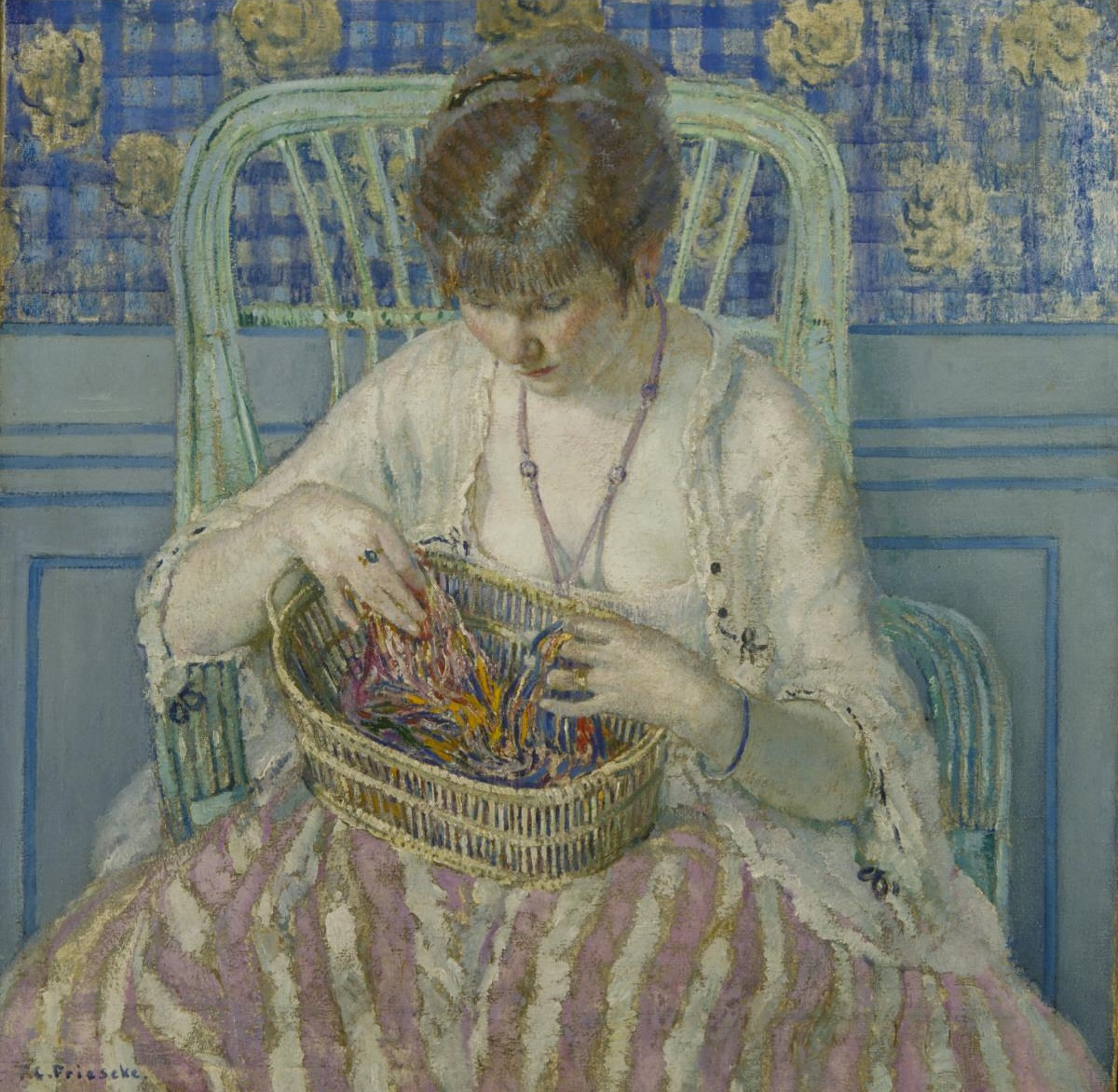
Seda desenredada, ca. 1915
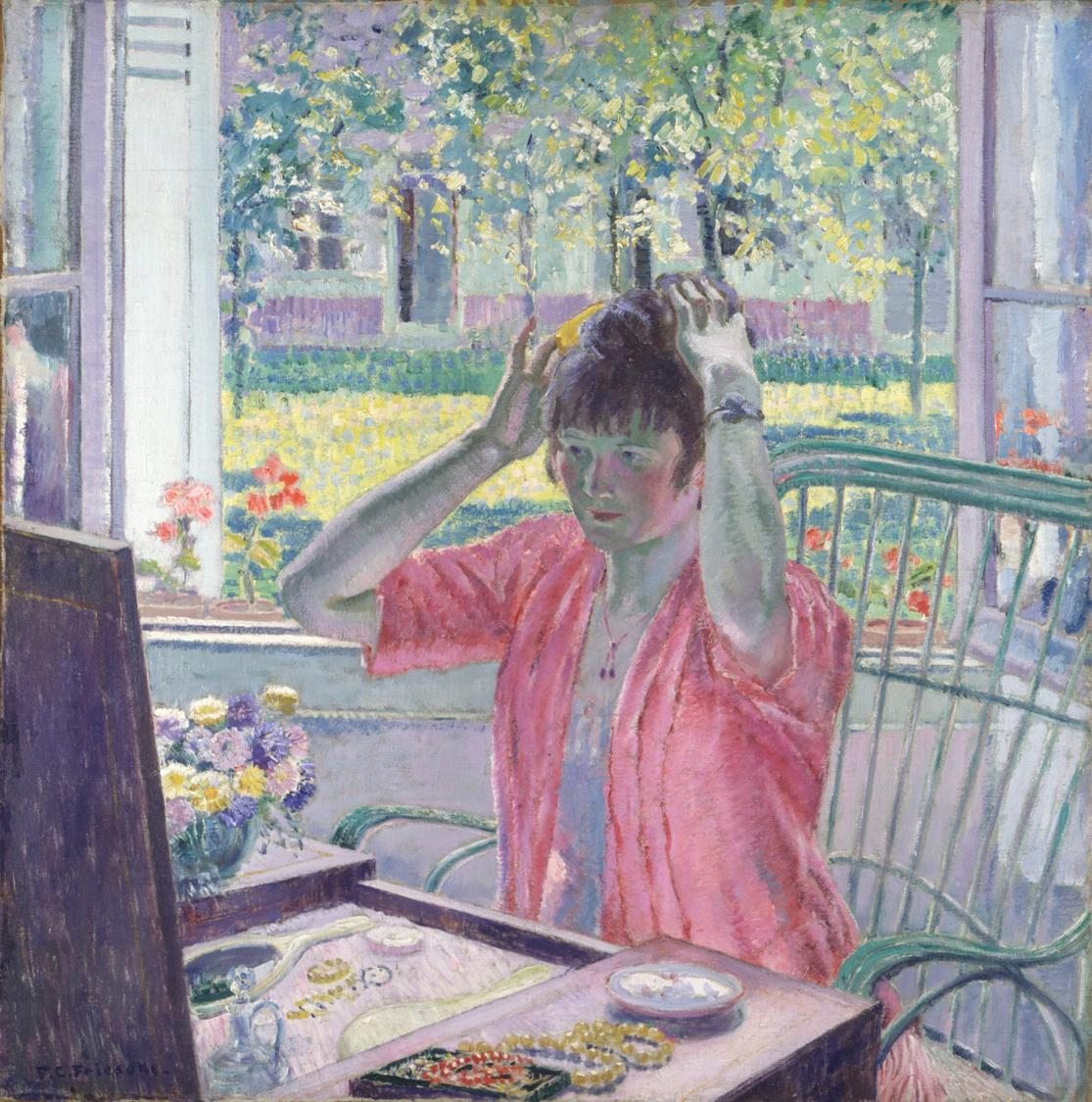
La ventana, ca. 1915
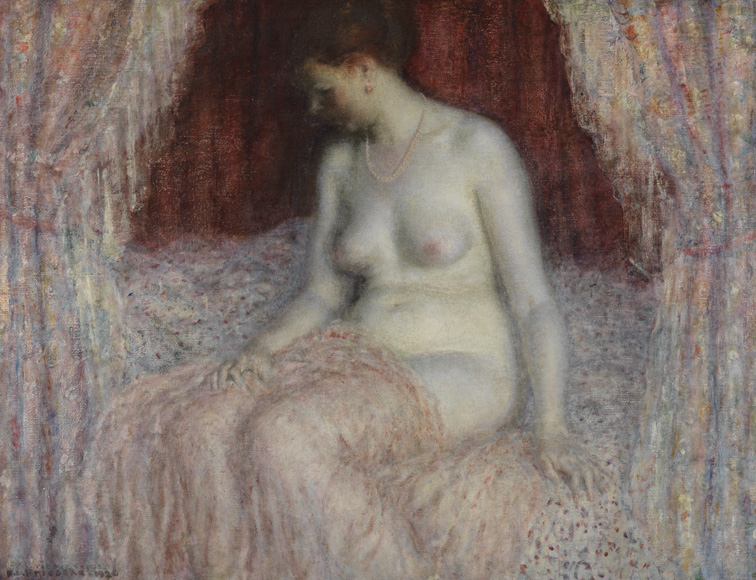
Desnudo sentado, 1920
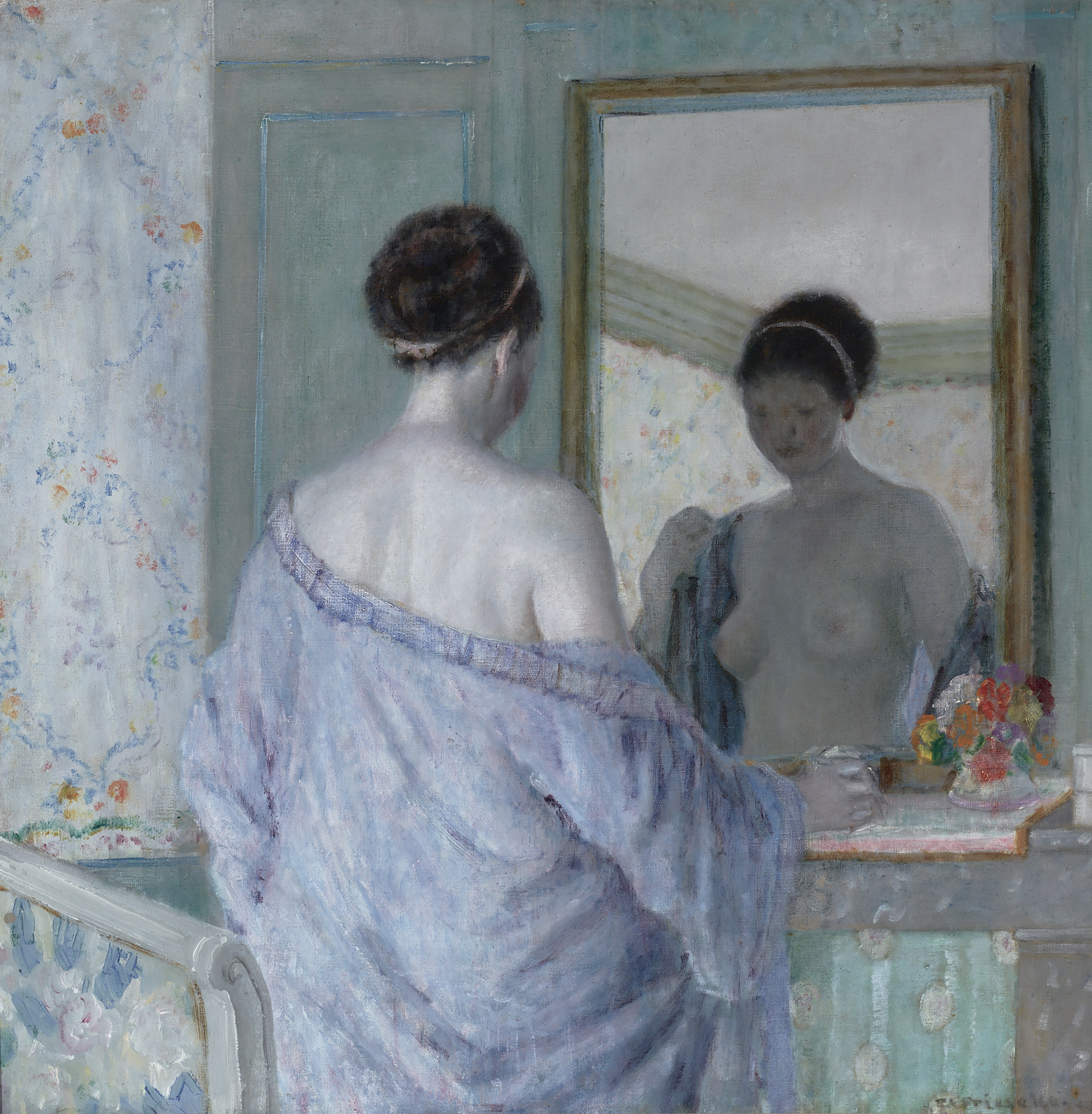
Dama en el espejo, ca. 1922